# St. Francis, Minnesota
St. Francis là một thành phố thuộc quận Anoka, tiểu bang Minnesota, Hoa Kỳ. Năm 2010, dân số của thành phố này là 7218 người.

## Dân số
- Dân số năm 2000: 4910 người.
- Dân số năm 2010: 7218 người.